# Tijdslot
Een tijdslot is een slot dat als het door de sleutel of code geopend wordt, pas na een bepaalde tijd ontgrendelt.
Tijdsloten worden veel gebruikt bij kluizen van banken en bijvoorbeeld benzinestations. Het voordeel van een tijdslot zit hem in de vertraging die optreedt bij het openen van het slot. Als een kwaadwillende een medewerker (van bijvoorbeeld een benzinestation) dwingt de kluis (met het tijdslot) te openen, duurt het vaak nog lang voordat de kluis daadwerkelijk open gaat. Deze tijd kan gebruikt worden om de politie te alarmeren en ter plaatse te laten komen.
Omdat dieven of overvallers vaak zo snel mogelijk met hun buit willen verdwijnen hebben zij een hekel aan tijdsloten. Om deze reden heeft een tijdslot ook een goede preventieve werking.